# Sarah Nuttall
Sarah Nuttall (geboren in Durban) ist eine südafrikanische Literaturwissenschaftlerin.

## Leben
Sarah Nuttall ist eine Tochter des Journalisten Jolyon Nuttall. Sie studierte Literatur an der University of Natal (B.A.) und der University of Cape Town (M.A., 1991). Sie erhielt eine Rhodes Scholarship und wurde 1995 an der University of Oxford mit einer Dissertation über Frauenschriftstellerinnen in Südafrika promoviert. Sie war von 1997 bis 2001 Lecturer an der Stellenbosch University. Nuttall arbeitet seit dem Jahr 2000 am Institute of Social and Economic Research (WiSER) der University of the Witwatersrand in Johannesburg und ist seit 2013 dessen Leiterin. Sie war Gastprofessorin an der Yale University und der Duke University. 2016 hatte sie eine Oppenheimer Fellowship an der Harvard University.
Nuttall ist mit dem kamerunischen politischen Philosophen Achille Mbembe verheiratet, sie haben zwei Kinder.

## Schriften (Auswahl)
- Popular romance and the woman reader. M.A. University of Cape Town 1991
- Images of reading in South African women's writing. University of Oxford. Faculty of English Language and Literature, 1995. D. Phil. University of Oxford 1995
- Kate Darian-Smith, Liz Gunner, Sarah Nuttall (Hrsg.): Text, Theory, Space: Land, Literature and History in South Africa and Australia. Routledge, 1996
- Sarah Nuttall; Cheryl-Ann Michael: Autobiographical acts, in: Sarah Nuttall; Cheryl-Ann Michael (Hrsg.): Senses of culture: South African culture studies. Oxford: Oxford University Press, 2000, S. 298–317, 504–505, 534–535.
- Subjectivities of whiteness. Johannesburg: University of the Witwatersrand, History Workshop, 2001
- (Hrsg.): African and diaspora aesthetics. Durham: Duke University Press, 2006
- (Hrsg.): Beautiful ugly: African and diaspora aesthetics. Cape Town: Kwela, 2006
- Sarah Nuttall; Carli Coetzee (Hrsg.): Negotiating the past: the making of memory in South Africa. Cape Town: Oxford University Press, 2007 ISBN 978-0-19-571503-3
- Sarah Nuttall, Achille Mbembe: Johannesburg: The Elusive Metropolis. Durham 2008, ISBN 978-0-8223-4284-7
- Entanglement : literary and cultural reflections on post apartheid. Johannesburg: Wits University Press, 2009
- Liz McGregor, Sarah Nuttall (Hrsg.): Load-Shedding: Writing on and Over the Edge of South Africa. Erzählungen. Jonathan Ball, 2009